# Агломерат (хімія)
Агломерат (англ. Agglomerate) — сукупність частинок, міцно утримуваних між собою.
Частинки в агломерату пов'язані між собою більш сильними взаємодіями, ніж в агрегатах. Агломерати можуть розглядатися як «вторинні» частинки, що володіють внутрішньою поверхнею, тобто у багатьох випадках внутрішня площа поверхні набагато більше зовнішньої. При цьому агломерати можуть володіти структурованою пористою системою. Прикладами агломератів є пісковик, силікагель і т. п.
Чіткої межі між поняттями «агрегат» і «агломерат» не існує, і іноді вони використовуються для опису однотипних об'єктів. У ряді випадків (наприклад, для опису технології пігментів і ін.) склалася термінологія, коли терміни «агрегат» і «агломерат» мають значення, що суперечать рекомендаціям Міжнародного союзу теоретичної і прикладної хімії (IUPAC). У зв'язку з цим при вживанні понять «агрегат» або «агломерат» часто вказують, сильні або слабкі взаємодії присутні між первинними частинками.